# Anne Bergfeld
Anne Petersen Bergfeld (født 13. november 1982) er en dansk-tysk skuespiller, der især er kendt for at spille Mitzi i TV 2-serien Badehotellet.
Hun er datter af skuespiller Erik Holmey. 